# Rennkuckuck

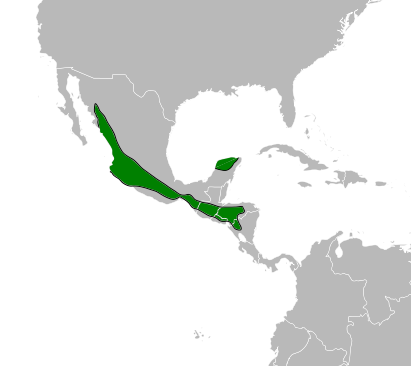
Verbreitungsgebiet des Rennkuckucks

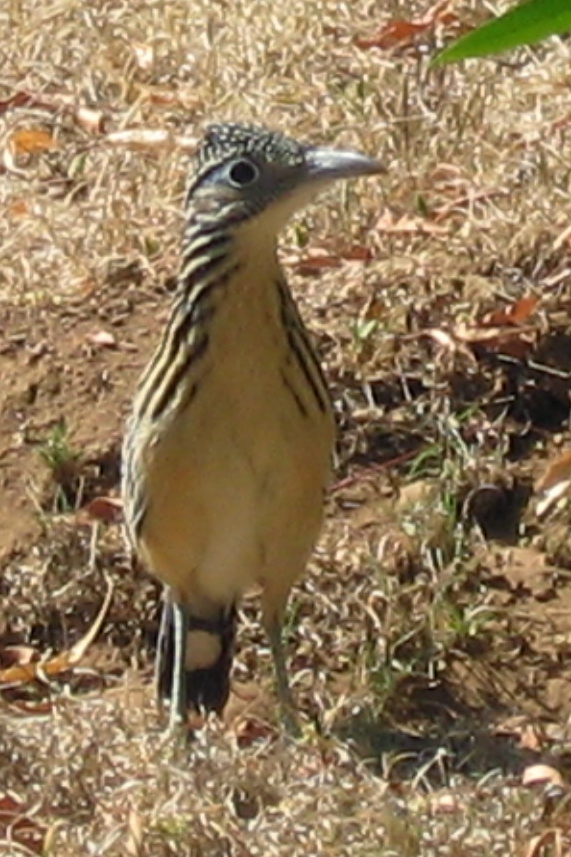
Rennkuckuck

Der Rennkuckuck (Geococcyx velox) ist ein mittelgroßer, langbeiniger Vertreter der Kuckucksvögel (Cuculiformes), der im Süden Nordamerikas sowie in Mittelamerika vorkommt. Anders als viele andere Kuckucke ist der Rennkuckuck kein obligater Brutschmarotzer, sondern zieht seinen Nachwuchs selbst groß.

## Merkmale
Der Rennkuckuck ist ein schlanker Vogel, der inklusive Schwanz eine Körperlänge von 46 bis 51 Zentimeter erreicht; auf den Schwanz entfallen dabei etwa 24 Zentimeter. Er ist damit etwas kleiner als sein nächster Verwandter, der Wegekuckuck (Geococcyx californianus). Das Verbreitungsgebiet der beiden Arten überlappt sich in Teilen Mexikos. Die beiden Arten sind sich ähnlich, das Gefieder des Rennkuckucks ist jedoch am Bürzel und auf den Schwingendecken bräunlicher. Es fehlt am Vorderhals und auf der Brust außerdem die Strichelung, die beim Wegekuckuck sehr auffallend ist.
Der Oberkopf, die Federhaube und der Nacken des Rennkuckucks sind schwarz mit einem bronzenen Schimmer und kleinen hellbraunen Flecken. Der hintere Hals ist schwarzbraun, die Federn hier sind blass braun gesäumt, so dass eine braunweiße Strichelung entsteht. Das Gefieder der Körperoberseite ist dunkelbraun mit hellen Sprenkeln und hellt zum Bürzel zu einem Kastanienbraun auf. Die Brust ist weiß. Die Steuerfedern sind schwarz mit einem dunkelvioletten Glanz.
Die Iris ist gelb bis braun, ein gelber bis silbrig-weißer Ring umgibt die Pupille. Der Orbitalring ist blass lavendelfarben bis leuchtend blau. Hinter dem Auge ist er zu einem schmalen Band verlängert, das am Hals in einen leuchtenden Rotton übergeht, der jedoch meistens von Federn verdeckt ist. Der Oberschnabel ist grau, der Unterschnabel blaugrau.
Jungvögel ähneln den adulten Vögeln, weisen jedoch eine ockerfarbene Strichelung auf.

## Verbreitung und Lebensraum
Der Rennkuckuck bewohnt aride und semiaride Offenlandschaften. Das Verbreitungsgebiet erstreckt sich in Mexiko vom Süden der Sonora-Wüste entlang des Pazifischen Ozeans bis nach Guatemala, Honduras und dem Norden Nicaraguas. Ein disjunktes Vorkommen gibt es zudem im Nordwesten der Halbinsel Yucatán.
Die Populationsgröße wird auf 500.000 bis 5 Mio. Individuen geschätzt. Zudem ist das Verbreitungsgebiet sehr groß, sodass die Art seitens der IUCN als nicht gefährdet („least concern“) eingeschätzt wird.

## Lebensweise
Der Rennkuckuck bewegt sich meist am Boden fort. Auch bei Gefahr flieht der Kuckuck rennend in dichtere Vegetation anstatt zu fliegen. Hauptnahrung des Rennkuckucks sind Insekten wie Kurzfühlerschrecken, Ameisen und Raupen sowie kleine Echsen. Er ist kein Brutparasit, beide Eltern ziehen die Jungen gemeinsam groß.